# 吴井街道
吴井街道是中国云南省昆明市官渡区下辖的一个街道。

## 行政区划
吴井街道下辖以下地区：
铁路新村社区、吴井路社区、民航路社区、东郊路社区、五里多社区、四零三厂社区、吴井新村社区、董家湾北段社区、董家湾南段社区、石井社区和五里社区。